# 1545.
◄ | 15. stoljeće | 16. stoljeće | 17. stoljeće | ►
◄ | 1510-ih | 1520-ih | 1530-ih | 1540-ih | 1550-ih | 1560-ih | 1570-ih | ►
◄◄ | ◄ | 1542. | 1543. | 1544. | 1545. | 1546. | 1547. | 1548. | ► | ►►
Arhitektura • Astronomija • Glazba • Kazalište • Kiparstvo • Knjige • Književnost • Kršćanstvo • Medicina • Politika • Pravo • Promet • Slikarstvo • Znanost

## Događaji
- 13. prosinca – Papa Pavao III. otvorio je Tridentski sabor koji je trebao riješiti sporna vjerska pitanja. Zahtjev tog crkvenog sabora, koji je s prekidima trajao 18 godina, za podvrgavanja protestanata Vatikanu, ostao je neostvaren, jer protestantski kršćani nisu priznavali vlast Koncila.

## Vanjske poveznice
|  | Zajednički poslužitelj ima još gradiva o temi 1545. |